# Креспадоро
Креспадоро је насеље у Италији у округу Виченца, региону Венето.
Према процени из 2011. у насељу је живело 475 становника. Насеље се налази на надморској висини од 362 м.

## Становништво
| 1951. | 1961. | 1971. | 1981. | 1991. | 2001. | 2011. |
| ----- | ----- | ----- | ----- | ----- | ----- | ----- |
| 2.832 | 2.193 | 1.645 | 1.411 | 1.243 | 1.467 | 1.452 |